# 221073 Ovruch
221073 Ovruch este o planetă minoră (asteroid) din centura de asteroizi. A fost descoperită pe 23 septembrie 2005 la Andrușivska astronomicina observatoria⁠(d) de Andrușivska astronomicina observatoria⁠(d). 
Obiectul prezintă o orbită caracterizată de o semiaxă mare de 2,3965787539805 UAi, o excentricitate de 0,16, o înclinație de 5,7 ° în raport cu ecliptica.